# Стрелковая бригада РККА

Стрелковое формирование РККА на марше, 1920 год.

Стрелковая бригада, отдельная стрелковая бригада Рабоче-крестьянской Красной армии (РККА) — тактическое формирование (соединение, бригада) стрелковых войск РККА, существовавшее в период с 1918—1946 год.
Применяемое в документах сокращённого действительного наименования — осбр, сбр. К примеру 32 сбр. Гвардейские фигурируют как гв.сбр. Морские стрелковые бригады обозначаются сокращённо морсбр.

## История
Первоначально основной боевой единицей РККА, являлся отдельный отряд, представлявший собой воинскую часть с самостоятельным хозяйством. Во главе отряда находился Совет в составе военного руководителя и двух военных комиссаров. При нём состояли небольшой штаб и инспекторат. С накоплением опыта и после привлечения военспецов в ряды РККА, началось сформирование полноценных подразделений, частей, соединений (бригада, дивизия, корпус), учреждений и заведений.
Большинство стрелковых бригад РККА начало своё сформирование в 1918 году. В вооружённых силах России советского периода, с октября 1918 года пехота как род войск именуется стрелковыми войсками (Ст. В) по приказу РВСР № 61, от 11 октября 1918 года, все пехотные соединения, части и подразделения переименовывались в стрелковые.
В период гражданской войны и военной интервенции в России в ноябре 1918 года в РККА был разработан новый план развития полевых войск который предусматривал сформирование 47 номерных стрелковых дивизий, включавших в себя 116 стрелковых бригад и 339 стрелковых полков. 19 февраля 1919 года план сформирования был сообщен фронтам РККА, с приказанием закончить реорганизацию к 1 апреля 1919 года. К 15 мая 1919 года эта работа фронтами РККА была полностью завершена. Бригадная организация сд предусматривала по штату три стрелковые бригады по три полка в каждой сд. Для придания большей боевой и хозяйственной самостоятельности сбр штатом № 220/34 было значительно усилено бригадное звено в сд за счёт увеличения её штатной численности.
На 1 января 1921 года числилось в составе Красной Армии 85 стрелковых дивизий (из двух стрелковых бригад в каждой) и 39 отдельных стрелковых бригад.
Со времени сформирование стрелковых дивизий и до середины 1920-х годов войсковые № трёх стрелковых бригад, из состава стрелковых дивизий была общей для всех формирований данного типа в Красной Армии. Например, в 1-ю стрелковую дивизию входили: 1-я, 2-я и 3-я стрелковые бригады, в 51-ю: 151-я, 152-я и 153-я, а в 60-ю стрелковую дивизию: 178-я, 179-я и 180-я стрелковые бригады. Впрочем, часто как внутри дивизионных соединений, так и в масштабе всех Вооруженных Сил Республики нумерацию стрелковых бригад указывали следующим образом: 1-я, 2-я или 3-я стрелковая бригада такой-то стрелковой дивизии.
В РККА на январь 1922 года существовали в Ст. В стрелковые дивизии и отдельные стрелковые бригады, которые содержались по штату, утверждённому 5 июля 1921 года.
Отдельные стрелковые бригады, не входившие в состав стрелковых дивизий, формировались в основном по штатам № 220/34, а некоторые в силу особенностей выполняемых ими боевых задач по временным штатам и усиливались формированиями артиллерии, боевого обеспечения и так далее.
В стрелковых войсках РККА бригадная организация сд просуществовала до 1922 года, после которого все отдельные бригады и стрелковые дивизии были приведены к единому штату стрелковых дивизий из управления, трёх стрелковых полков, в соответствии с приказом РВСР № 1647/323, от 10 июля 1922 года. Бригада, как самостоятельное соединение, упразднена. Высшим войсковым соединением Красной Армии стал корпус в составе двух — трёх стрелковых дивизий.
Позднее, в период Великой Отечественной войны, перед командованием ВС СССР стояла задача быстрого насыщения фронтов войсками и силами, поскольку формирование стандартной стрелковой дивизии было более длительным процессом, а также с возникшими трудностями по недостатку людских ресурсов, вооружения и военной техники для дивизий. Поэтому командование Красной армии приняло решение начать создание стрелковых бригад для нужд фронта. Начали их формировать осенью 1941 года и к его концу было сформировано 159 боевых единиц. Одновременно в РККА действовали три различных штата отдельной стрелковой бригады с численностью личного состава от 4 356 до 6 000 человек. В апреле 1942 года Наркомат обороны Союза ввёл новый штат отдельной стрелковой бригады с управлением, четырьмя стрелковыми батальонами, батальоном автоматчиков, артиллерийским дивизионом и ротой противотанковых ружей. Батареи миномётного батальона были распределены по стрелковым батальонам. Для действий на северных участках театра войны формировались отдельные лыжные бригады в составе управления, пяти лыжных стрелковых батальонов, миномётного батальона и роты противотанковых ружей.
Чёткой нумерации не было. Некоторые бригады имели одинаковый войсковой номер, как например, имелись четыре 2-е стрелковые бригады: 2-я стрелковая бригада Ленинградского фронта (ЛФ), 2-я лёгкая стрелковая бригада, 2-я стрелковая бригада московских рабочих, 2-я стрелковая бригада 32-й армии (32 А) . Имелись также пропуски в нумерации. У горнострелковых, морских стрелковых и обычных стрелковых, в целом, была сквозная нумерация.
В ходе войны большинство соединений пошло на формирование стрелковых дивизий, так, в течение 1943 года, было сформировано 83 новых стрелковых дивизий, по принятому в декабре 1942 года штату сд, главным образом за счёт переформирования отдельных стрелковых бригад. Значительная часть морских стрелковых бригад создано через переформирование обычных стрелковых бригад.

## Состав

### 1919—1920 годов
В состав управления стрелковой бригады стрелковой дивизии входили: штаб с комендантской командой, отдел снабжения, санитарная и ветеринарная части, хозяйственная команда и обоз. Стрелковой бригаде придавались: ружейно-пулемётный парк, бригадный инженер, отдельная сапёрная рота, отдельная рота связи, перевязочный отряд, продовольственный и военно-санитарный транспорт, полевой склад.
Каждый из трёх стрелковых полков, входивших в стрелковую бригаду, включал три стрелковых батальона, полковые команды: пулемётную, связи, сапёрную, миномётную, конной разведки, газовую, комендантскую, хозяйственную, а также полковую школу, перевязочный отряд, ветеринарный лечебный пункт. Численный состав стрелкового полка увеличился до 3 687 человек личного состава. В 1922 году внесены изменения в организационную структуру стрелковых войск Красной Армии. Бригада, как самостоятельное соединение, упразднена. Высшим войсковым соединением Красной Армии стал стрелковый корпус в составе двух — трёх стрелковых дивизий.

### 1941—1945 годов
Бригада представляла собой усиленный стрелковый полк. В ней находилось управление, три стрелковых батальона, один — два артиллерийских дивизиона, миномётный дивизион, рота автоматчиков и части обеспечения. Численность отдельной стрелковой бригады составляла 5 000 человек личного состава.
Постановлением ГОКО № 2124сс от 29 июля 1942 года, численность отдельной стрелковой бригады была увеличена с 5 000 до 6 000 человек, в штатное расписание были внесены следующие изменения:
- В артиллерийский дивизион введены 2 батареи пушек УСВ (8 пушек);
- В состав миномётного дивизиона введена третья батарея (4 — 120-мм миномёта);
- В каждый стрелковый батальон введена миномётная рота (по 6 — 82-мм миномёта);
- Из миномётного батальона изъяты 50-мм миномёты и включены в состав стрелковых рот, с увеличением их количества в бригаде с 24 до 36;
- В истребительно-противотанковом дивизионе увеличено число ПТР с 48 до 72;
- В бригаду введён отдельный пулемётный батальон (27 пулемётов и 12 ПТР);
- Вместо роты автоматчиков введён батальон трёх-ротного состава

У морских стрелковых бригад был несколько иной состав формирований. Каждая отдельная морская стрелковая бригада имела в своем составе управление, три отдельных стрелковых батальона (по 715 человек каждый), отдельный артиллерийский дивизион (восемь 76-мм орудий), отдельный противотанковый артиллерийский дивизион (12 пушек калибра 57 мм), отдельный миномётный дивизион (16 миномётов калибра 82 мм и 8 120-мм миномётов), отдельную роту автоматчиков, разведывательную роту, роту противотанковых ружей, взвод ПВО, отдельный батальон связи, сапёрную роту, автомобильную роту и медико-санитарную роту. Всего в составе отдельной морской стрелковой бригады были 4 334 человека, 149 ручных и станковых пулемётов, 612 автоматов ППШ, 48 противотанковых ружей, 178 автомашин и 818 лошадей.